# 알렉산다르 파블로비치
알렉산다르 파블로비치(세르비아어: Александар Павловић, 2004년 5월 3일~)는 독일의 축구 선수이다. 분데스리가의 바이에른 뮌헨과 독일 국가대표팀에서 수비형 미드필더로 활동하고 있다.

## 어린 시절
독일 뮌헨에서 태어난 그는 7살인 2011년에 SC 퓌르슈텐펠트브루크에서 바이에른 뮌헨으로 이적했다. 2021년 7월 23일, 2022년까지 계약을 연장했으며, 2022년 5월 3일에 2024년까지 계약을 맺었다. 같은 달에 처음으로 바이에른 뮌헨의 성인 선수단과 함께 훈련을 시작했고, 이후 분데스리가에서 2경기 동안 벤치에서 대기했다.

## 구단 경력
2023년 10월 28일, 분데스리가의 다름슈타트 98을 상대로 교체로 선수로 출전하여 바이에른 뮌헨 성인팀에서 데뷔했으며, 2023년 11월 1일에 2027년까지 바이에른 뮌헨과 프로 계약을 맺었다.11월 4일, 보루시아 도르트문트와의 원정 경기에서 해리 케인이 넣은 세 번째 골에 분데스리가에서 첫 도움을 기록하며 구단의 4-0 승리를 도왔다.일주일 후에는 1. FC 하이덴하임을 상대로 한 경기에서 첫 선발 출장했으며, 11월 29일에는 코펜하겐과의 경기에서 64분에 교체 선수로 출전하여 챔피언스리그 데뷔전을 치렀다.
2024년 1월 27일, 아우크스부르크를 상대로 한 분데스리가 원정 경기에서 첫 득점을 기록해 구단은 3-2로 승리했다. 그해 6월 16일에 2029년까지 계약을 연장했다.